# Scott Haskin
Scott Haskin, né le 19 septembre 1970, à Riverside, en Californie, est un ancien joueur américain de basket-ball. Il évoluait aux postes d'ailier fort et de pivot.